# Mass Rapid Transit (Singapur)

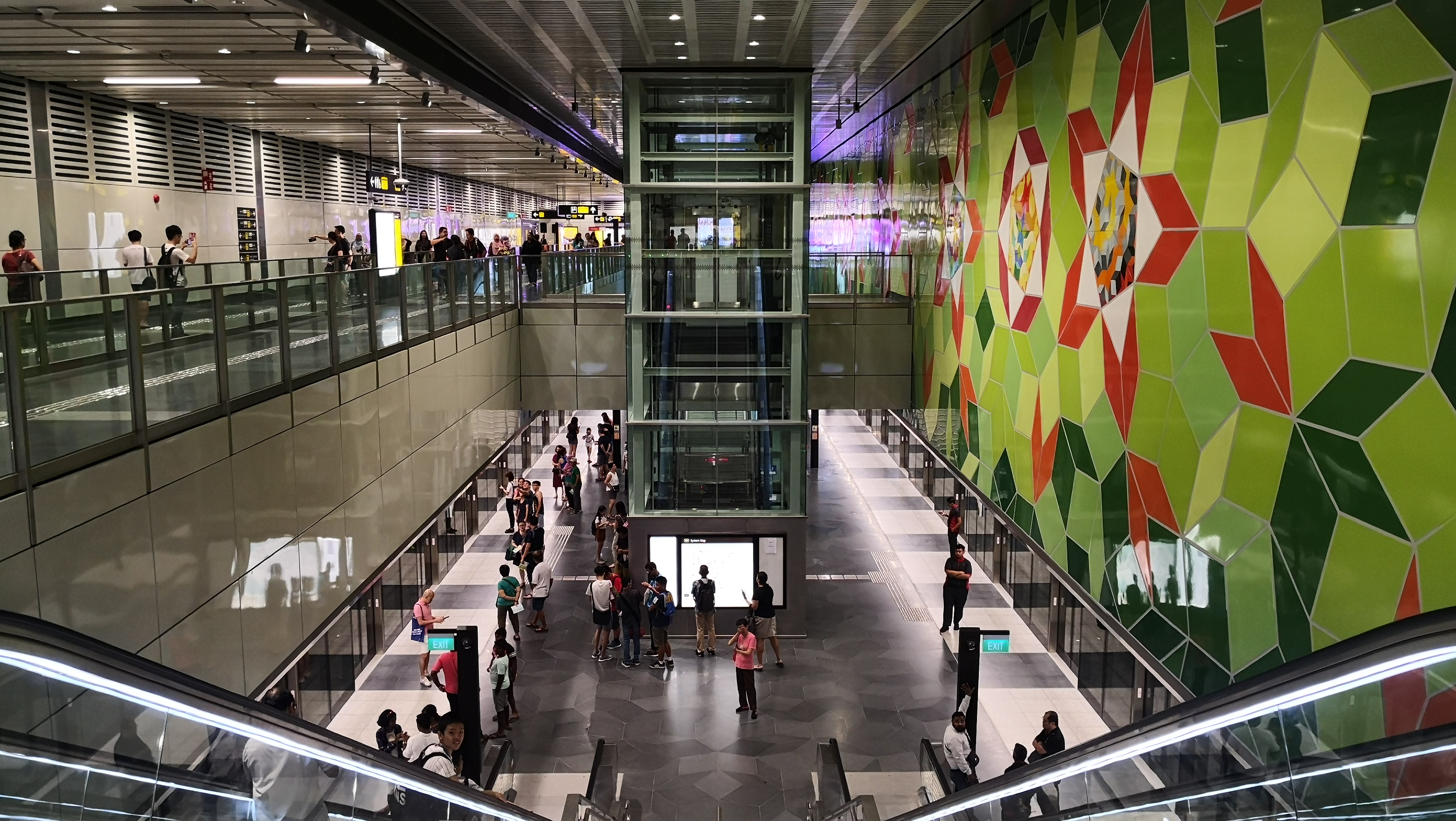
Station Woodlands South

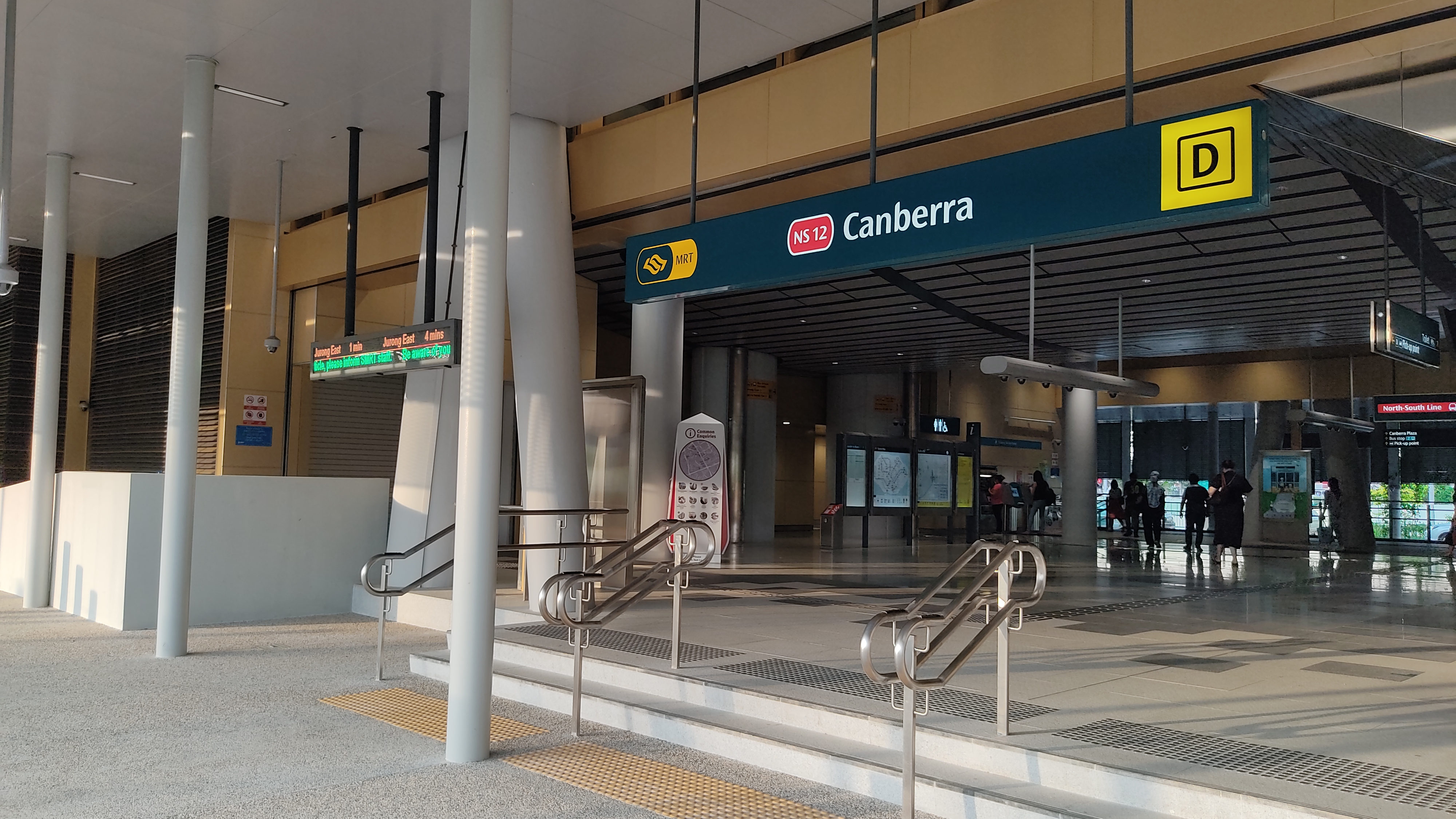
Station Canberra

Mass Rapid Transit (MRT) ist die Bezeichnung für das Metro-Netz von Singapur, das den größten Teil des Stadtstaates mit hoher Geschwindigkeit und Kapazität erschließt. Als erster Streckenabschnitt wurde die North South Line am 7. November 1987 eröffnet, gefolgt von der East West Line im gleichen Jahr. Seit der Jahrtausendwende wurden weitere, nun fahrerlose U-Bahn-Linien eröffnet, sodass das Netz im Jahr 2024 sechs Linien mit zusammen rund 240 Kilometern Länge umfasst. Zwei weitere Linien und diverse Verlängerungen bestehender Strecken befinden sich in Bau oder Planung.
Das MRT-Netz wird durch drei LRT-Linien (Light Rail Transit) in den Vorstädten Bukit Panjang, Sengkang und Punggol ergänzt. Dabei handelt es sich um Peoplemover, die die MRT-Stationen mit öffentlichen HDB-Wohnsiedlungen verbinden.
Als ältestes und nach Streckenlänge größtes Schnellverkehrssystem Südostasiens nimmt MRT Singapur eine Vorreiterrolle ein. Das Netz setzt Standards wie die frühzeitige Nutzung von Bahnsteigtüren, die eine Klimatisierung der Stationen vereinfachen. Bis auf die ältesten beiden Linien sind alle Strecken ab Eröffnung mit CBTC ausgerüstet und verkehren fahrerlos. Einige Stationen wurden auch als Luftschutzbunker geplant, um konventionellen Luftbomben- und chemischen Angriffen standzuhalten.
Die MRT-Infrastruktur in Singapur wird gemäß einem Regulierungsrahmen namens New Rail Financing Framework (NRFF) gebaut, betrieben und verwaltet. Der Bau wird durch die Land Transport Authority (LTA) durchgeführt, die Betriebskonzessionen werden an die gewinnorientierte Privatunternehmen SMRT Corporation oder SBS Transit zugewiesen. Beide sind für die Wartung der Anlagen in ihren jeweiligen Strecken verantwortlich. Diese Betreiber betreiben auch Bus- und Taxidienste, wodurch die vollständige Integration der öffentlichen Verkehrsdienste erleichtert wird.

## Geschichte

Die sechs betriebenen Linien in Singapur und die geplanten Abschnitte und Linien

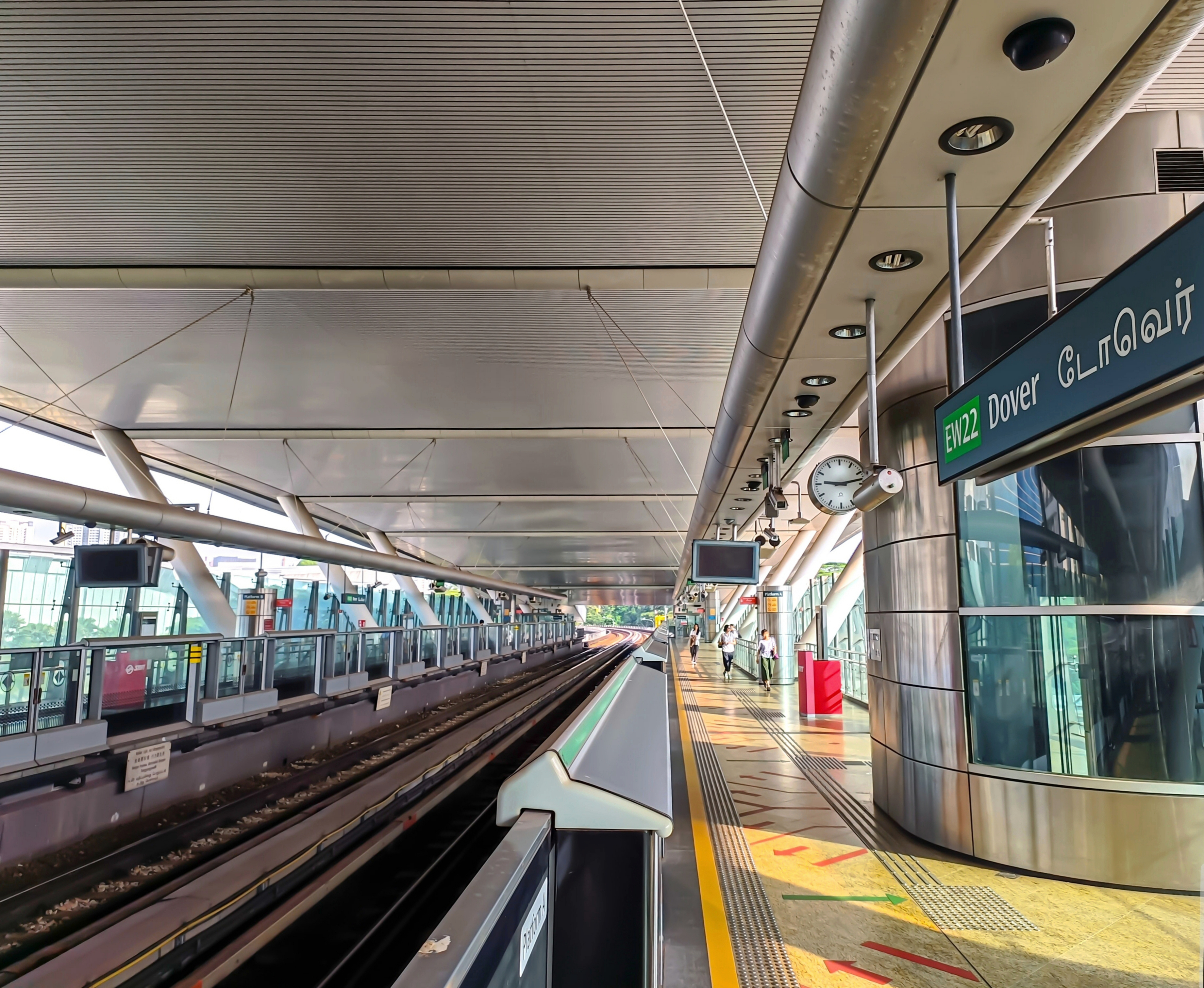
Station Dover

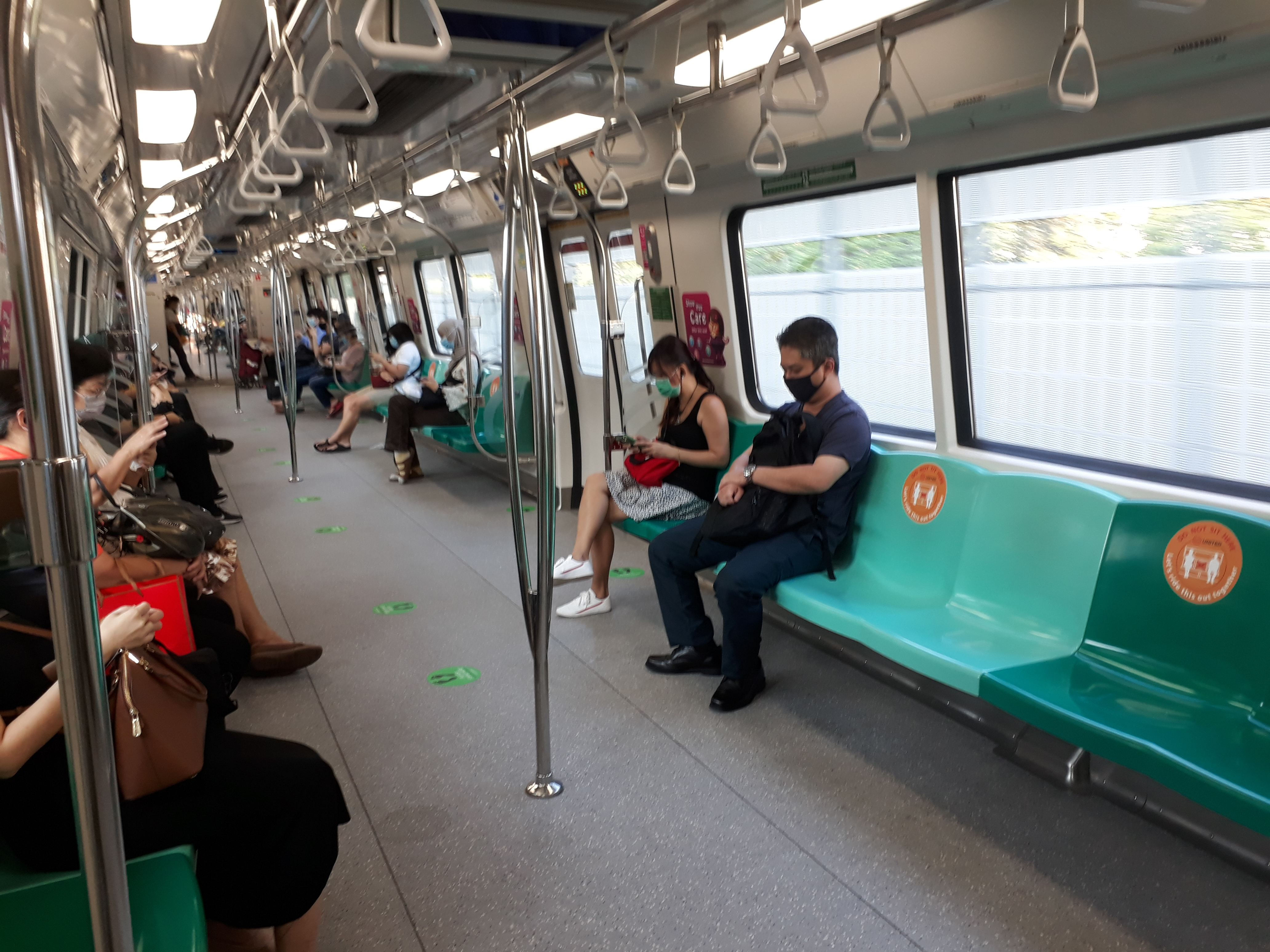
Abstandsregelungen wegen COVID-19, mit Pendlern, die Masken tragen.

### Planung und Baubeginn
Im Jahr 1967 begannen Planungen, die wachsenden Verkehrsprobleme zu lösen. Da der Bau neuer Straßen unzureichend gewesen wäre, wurde die Schaffung eines ÖV-Systems mit Bussen oder als Metro mit ergänzendem Busverkehr untersucht. In einer umfassenden Verkehrsstudie wurde der Bau einer U-Bahn empfohlen. Zuvor hatte eine Gruppe der Harvard University für ein Bussystem plädiert. Schließlich wurde ein Grundnetz mit einer Ost-West- und einer Nord-Süd-Linie definiert. 1980 wurde die Mass Rapid Transit Authority (MRTA) gegründet, worauf bereits technische Standards wie die Bahnsteigtüren festgelegt wurden. Bis 1992 sollte das 67 Kilometer umfassende Netz fertiggestellt sein.
Die Bauarbeiten begannen am 22. Oktober 1983 bei der Shan Road. Der damals stockende Ausbau der MTR in Hongkong setzte Fachkräfte frei, sodass der Bau zügig und relativ kostengünstig voranschritt. Im November 1987 wurde die erste Strecke in Betrieb genommen.

### Bau des Grundnetzes
Mehr als ein Drittel des Grundnetzes aus East-West Line und North-South Line verläuft unterirdisch. Die Tunnel wurden im Schildvortrieb und in offener Bauweise hergestellt. Der teilweise sehr weiche Tonboden in der Orchard Road wurde im Schildvortrieb mit Zementinjektionen stabilisiert. Unterhalb geradliniger Straßen und an den Stationen konnten die Tunnel offen mit Schlitzwänden erbaut werden. Um die Tunnelröhre unterhalb des Singapore River herzustellen, wurden Kofferdämme um die Baugrube herum errichtet.
Die Hochbahnstrecken wurden mit Beton-Fertigteilträgern errichtet. Die etwa 165 Tonnen schweren Teile wurden im Freivorbau mit einem Vorbaugerüst zur nächsten Stütze geschoben. Mit diesem Verfahren konnte rund ein Kilometer eingleisiger Hochbahnstrecke gebaut werden.

### Chronologie
- 1967: Erste Planungen für die Metro
- 28. März 1982: Entscheidung für den Bau einer Metro (MRT) nach langer Diskussion, ob ein Omnibussystem allein ausreicht oder nicht
- 22. Oktober 1983: Baubeginn
- 15. März 1986: Einsturz eines Hotels über der Tunnelbaustelle mit 50 Toten
- 7. November 1987: Eröffnung des ersten Teilabschnitts der heutigen North South Line Yio Chu Kang – Toa Payoh (6 km, 5 Stationen)
- 12. Dezember 1987: Eröffnung des zweiten Abschnitts der heutigen North South Line und East West Line von Toa Payoh bis Outram Park
- 12. März 1988: Eröffnung des dritten Abschnitts der heutigen East West Line von Outram Park bis Clementi. Dabei wurde das MRT-System von Singapurs Premierminister Lee Kuan Yew offiziell eröffnet.
- 20. November 1988: Eröffnung des Abschnitts auf der heutigen East West Line von Clementi über Jurong East nach Lakeside
- 16. Dezember 1988: Eröffnung des Abschnitts auf der heutigen North South Line von Yio Chu Kang nach Yishun
- 4. November 1989: Trennung des Systems in East West Line und North South Line
- 20. Dezember 1989: Eröffnung des Abschnitts der East West Line von Tanah Merah nach Pasir Ris
- 10. März 1990: Eröffnung des Abschnitts auf der North South Line von Jurong East nach Choa Chu Kang (wurde zunächst als Abzweig der East West Line betrieben)
- 6. Juli 1990: Abschluss der geplanten North South und East West Line, mit der Eröffnung der Boon Lay Station
- 10. Februar 1996: Eröffnung der Woodlands-Erweiterung von Yishun nach Choa Chu Kang, womit der Abzweig der East West Line von Jurong East nach Choa Chu Kang mit der North South Line zusammenführt wurde
- 6. November 1999: Bukit Panjang LRT
- 10. Januar 2001: Eröffnung der Station Expo (East West Line)
- 18. Oktober 2001: Eröffnung der Station Dover (East West Line)
- 27. Februar 2002: Anbindung des Flughafens Changi an das MRT-Netz als Zweiglinie zur East West Line
- 20. Januar 2003: Inbetriebnahme der Sengkang LRT (nur Ostschleife)
- 20. Juni 2003: Inbetriebnahme der North East Line (fahrerlos)
- 29. Januar 2005: Inbetriebnahme der Punggol LRT (nur Ostschleife) und Sengkang LRT (nur Westschleife)
- 15. Januar 2006: Eröffnung der Station Buangkok (North East Line)
- 15. Juni 2007: Eröffnung der Station Oasis (Punggol LRT)
- 15. November 2007: Eröffnung der Station Farmway (Sengkang LRT)
- 28. Mai 2009: Inbetriebnahme der Circle Line (Bartley bis Marymount) (fahrerlos)
- 17. April 2010: Verlängerung der Circle Line (Dhoby Ghaut bis Tai Seng)
- 20. Juni 2011: Eröffnung der Station Damai (Punggol LRT) und Woodleigh (North East Line)
- 8. Oktober 2011: Verlängerung der Circle Line (Caldecott bis HarbourFront)
- 14. Januar 2012: Erweiterung der Circle Line (Promenade bis Marina Bay)
- 15. März 2012: Seit Anfang 2012 sind auch alle Bahnsteige der auf Stelzen angelegten Strecken der East West Line und der North South Line mit Bahnsteigtüren ausgestattet.
- 1. Januar 2013: Eröffnung der Station Cheng Lim (Sengkang LRT)
- 22. Dezember 2013: Inbetriebnahme der Downtown Line (Bugis bis Chinatown) (fahrerlos)
- 29. Juni 2014: Eröffnung der Punggol West LRT (Station Nibong, Sumang und Soo Teck)
- 23. November 2014: Verlängerung der North South Line (Marina South Pier)
- 27. Juni 2015: Eröffnung der Station Kupang (Sengkang LRT)
- 27. Dezember 2015: Verlängerung der Downtown Line (Bukit Panjang bis Rochor)
- 29. Februar 2016: Eröffnung der Station Sam Kee (Punggol LRT)
- 29. Dezember 2016: Eröffnung der Station Punggol Point (Punggol LRT)
- 31. März 2017: Eröffnung der Station Samudera (Punggol LRT)
- 18. Juni 2017: Verlängerung der East West Line (Joo Koon bis Tuas Link)
- 21. Oktober 2017: Verlängerung der Downtown Line (Chinatown bis Expo)
- 2. November 2019: Eröffnung der Station Canberra (North South Line)
- 31. Januar 2020: Verlängerung der Thomson-East Coast Line (Woodlands North bis Woodlands South)
- 7. April 2020 bis 13. April 2020: Schließung von 36 Stationen aufgrund von COVID-19 (Jurong East NSL, Bukit Batok, Bukit Gombak, Choa Chu Kang, Yew Tee, Kranji, Canberra, Marina South Pier, Changi Airport, Expo, Bedok, Kembangan, Eunos, Paya Lebar, Aljunied, Telok Blangah, HarbourFront, Marina Bay CCL, Telok Ayer, Downtown, Bayfront, Promenade DTL, Woodlands North, Woodlands TEL, Woodlands South, Bedok North, Bedok Reservoir, Tampines West, Tampines, Tampines East, Upper Changi, Expo DTL, Gul Circle, Tuas Crescent, Tuas West Road und Tuas Link)
- 14. April 2020 bis 20. April 2020: Schließung von 36 Stationen aufgrund von COVID-19 (Kranji, Marsiling, Woodlands, Admiralty, Sembawang, Canberra, Marina South Pier, Pasir Ris, Tampines, Simei, Kallang, Lavender, Bugis, City Hall EWL, Raffles Place EWL, Tanjong Pagar, Buangkok, Sengkang, Punggol, Dhoby Ghaut CCL, Bras Basah, Esplanade, Promenade, Nicoll Highway, Stadium, Bukit Panjang, Cashew, Hillview, Beauty World, Woodlands North, Woodlands TEL, Woodlands South, Gul Circle, Tuas Crescent, Tuas West Road und Tuas Link)
- 21. April 2020 bis 27. April 2020: Schließung von 46 Stationen aufgrund von COVID-19 (Kranji, Canberra, Yishun, Khatib, Yio Chu Kang, Ang Mo Kio, Bishan, Braddell, Tiong Bahru, Redhill, Queenstown, Commonwealth, Buona Vista, Dover, Clementi, HarbourFront, Outram Park, Chinatown, Clarke Quay, Dhoby Ghaut NEL, Little India, Mountbatten, Dakota, Paya Lebar, MacPherson, Tai Seng, Bartley, Serangoon, Lorong Chuan, Bishan, Marymount, King Albert Park, Sixth Avenue, Tan Kah Kee, Botanic Gardens, Stevens, Newton, Little India, Rochor, Bugis DTL, Woodlands North, Woodlands TEL, Woodlands South, Gul Circle, Tuas Crescent, Tuas West Road und Tuas Link)
- 28. April 2020 bis 11. Mai 2020: Schließung von 45 Stationen aufgrund von COVID-19 (Kranji, Canberra, Novena, Newton, Orchard, Somerset, Dhoby Ghaut, City Hall, Raffles Place, Marina Bay, Marina South Pier, Chinese Garden, Lakeside, Boon Lay, Pioneer, Joo Koon, Boon Keng, Potong Pasir, Woodleigh, Serangoon, Kovan, Caldecott, Botanic Gardens CCL, Farrer Road, Holland Village, Buona Vista, one-north, Kent Ridge, Haw Par Villa, Pasir Panjang, Fort Canning, Bencoolen, Jalan Besar, Bendemeer, Geylang Bahru, Mattar, MacPherson DTL, Ubi, Woodlands North, Woodlands TEL, Woodlands South, Gul Circle, Tuas Crescent, Tuas West Road und Tuas Link)
- 28. August 2021: Verlängerung der Thomson-East Coast Line (Woodlands South bis Caldecott)
- 13. November 2022: Verlängerung der Thomson-East Coast Line (Caldecott bis Gardens by the Bay)
- 23. Juni 2024: Verlängerung der Thomson-East Coast Line (Gardens by the Bay bis Bayshore)[6]
- 10. Dezember 2024: Verlängerung der North East Line (Punggol bis Punggol Coast)[7]

### MRT-Stationscodes
MRT-Stationscodes wurden ebenfalls von 1987 bis 2001 mit Einzelbuchstabencodes eingeführt, bevor sie 2001 aufgrund des wachsenden Schienennetzes zusammen mit den LRT-Linien Sengkang und Punggol auf Doppelbuchstabencodes umgestellt wurden. Die Stationscodes waren die einzigen, die am 31. Juli 2001 geändert wurden, mit Ausnahme der Signal- und Viaduktsäulen.
| Code | Überblick | Beispiele | Zur Zeit                                  |
| ---- | --- | --------- | ----------------------------------------- |
| A    | Bukit Panjang LRT | A1 – A14  | BP1 – BP14                                |
| B    | Nebenstrecke (Branch Line) von Bukit Batok nach Choa Chu Kang, später 1996 von der North South Line abgelöst.        | B1 – B3   | NS2 – NS4                                 |
| C    | Stationen im Stadtzentrum – City Hall, Raffles Place; zusammen mit Chinatown, Clarke Quay, Bras Basah und Esplanade. | C1 – C6   | EW13/NS25, EW14/NS26, NE4, NE5, CC2 – CC3 |
| E    | East West Line (Östliche Strecke) von Bugis nach Pasir Ris, Expo und Changi Airport                                  | E1 – E14  | EW1 – EW12, CG1 – CG2                     |
| H    | HarbourFront | H1        | NE1/CC29                                  |
| M    | Marina Bay und Marina South Pier                                                                                     | M1 – M2   | NS27 – NS28                               |
| N    | North South Line von Dhoby Ghaut nach Bukit Batok                                                                    | N1 – N23  | NS24/NE6/CC1 – NS2                        |
| P    | North East Line von Little India nach Punggol                                                                        | P1 – P11  | NE7 – NE17                                |
| W    | East West line (Westliche Strecke) von Tanjong Pagar nach Tuas Link                                                  | W1 – W18  | EW15 – EW33                               |
| X    | Circle Line | X1 – X24  | CC4 – CE1                                 |

## Infrastruktur

### Streckennetz
Derzeit sind sechs Linien in Betrieb:
| Linie                   | Farbe | Strecke         | Strecke           | Länge   | Bahnhöfe | Inbetriebnahme    | Letzte Erweiterung | Spannung | Depot                                                 | Betreiber   |
| ----------------------- | ----- | --------------- | ----------------- | ------- | -------- | ----------------- | ------------------ | -------- | ----------------------------------------------------- | ----------- |
| North-South Line        | NSL   | Jurong East     | Marina South Pier | 44,8 km | 27       | 7. November 1987  | 2014               | 750 V    | Bishan Depot Ulu Pandan Depot Changi Depot Tuas Depot | SMRT        |
| East West Line          | EWL   | Pasir Ris       | Tuas Link         | 50,3 km | 33       | 12. Dezember 1987 | 2017               | 750 V    | Bishan Depot Ulu Pandan Depot Changi Depot Tuas Depot | SMRT        |
| East West Line          | CGL   | Tanah Merah     | Changi Airport    | 6,4 km  | 3        | 12. Dezember 1987 | 2017               | 750 V    | Bishan Depot Ulu Pandan Depot Changi Depot Tuas Depot | SMRT        |
| North East Line         | NEL   | HarbourFront    | Punggol Coast     | 21,6 km | 17       | 20. Juni 2003     |                    | 1500 V   | Sengkang Depot                                        | SBS Transit |
| Circle Line             | CCL   | Dhoby Ghaut     | HarbourFront      | 35,7 km | 28       | 28. Mai 2009      | 2012               | 750 V    | Kim Chuan Depot                                       | SMRT        |
| Circle Line             | CEL   | Marina Bay      | HarbourFront      | 35,7 km | 2        | 28. Mai 2009      | 2012               | 750 V    | Kim Chuan Depot                                       | SMRT        |
| Downtown Line           | DTL   | Bukit Panjang   | Expo              | 42 km   | 34       | 22. Dezember 2013 | 2017               | 750 V    | Kim Chuan Depot Gali Batu Depot                       | SBS Transit |
| Thomson-East Coast Line | TEL   | Woodlands North | Bayshore          | 40,6 km | 27       | 31. Januar 2020   | 2024               | 750 V    | Mandai Depot                                          | SMRT        |

### Erweiterungen
In Bau bzw. in Planung befindliche Strecken:
| Linie                   | Farbe | Strecke                             | Strecke                               | Länge  | Bahnhöfe | Inbetriebnahme                               | zusätzliche Depots                       | Beschreibung | Betreiber   |
| ----------------------- | ----- | ----------------------------------- | ------------------------------------- | ------ | -------- | -------------------------------------------- | ---------------------------------------- | ------------ | ----------- |
| Downtown Line           | DTL   | Xilin                               | Sungei Bedok                          | 2,2 km | 2        | 2024                                         | East Coast Integrated Depot              | DTL3e        | SBS Transit |
| Downtown Line           | DTL   | Station Hume (DT4)                  | Station Hume (DT4)                    |        | 1        | 2025                                         | East Coast Integrated Depot              |              | SBS Transit |
| Thomson-East Coast Line | TEL   | Bayshore                            | Sungei Bedok                          |        | 2        | 2024 (Stage 5) 2027 (Founders’ Memorial)     | Mandai Depot East Coast Integrated Depot | Stage 5      | SMRT        |
| Circle Line             | CCL   | Keppel                              | Prince Edward                         | 4 km   | 3        | 2026                                         | -                                        | Stage 6      | SMRT        |
| Jurong Region Line      | JRL   | Choa Chu Kang Peng Kang Hill Tengah | Boon Lay Jurong Pier Pandan Reservoir | 24 km  | 22       | 2026 (Stage 1) 2027 (Stage 2) 2028 (Stage 3) | Tengah Depot                             |              | N/A         |
| Cross Island Line       | CRL   | Aviation Park                       | Bright Hill                           | 50 km  | 12       | 2029 (Stage 1)                               | Changi East Depot                        |              | N/A         |

### Light Rail Transit (LRT)
| Linie             | Farbe | Strecke       | Strecke | Länge   | Bahnhöfe | Inbetriebnahme   | Depot                   | Betreiber   |
| ----------------- | ----- | ------------- | ------- | ------- | -------- | ---------------- | ----------------------- | ----------- |
| Bukit Panjang LRT | BPLRT | Choa Chu Kang |         | 7,6 km  | 13       | 6. November 1999 | Ten Mile Junction Depot | SMRT        |
| Sengkang LRT      | SKLRT | Sengkang      |         | 10,7 km | 13       | 18. Januar 2003  | Sengkang Depot          | SBS Transit |
| Punggol LRT       | PGLRT | Punggol       |         | 10,3 km | 13       | 29. Januar 2005  | Sengkang Depot          | SBS Transit |

## Besonderheiten des Grundnetzes
Die unterirdischen Stationen wurden mit Bahnsteigtüren ausgestattet. Die gläsernen Abtrennungen mit pneumatischen Türen zwischen Bahnsteig und Gleis dienen der einfacheren Klimatisierung und sorgen für eine Energieeinsparung von bis zu 50 % im Vergleich zum offenen Gleisbereich.
An den Stationen City Hall und Raffles Place kann jede Umsteigebeziehung zwischen den beiden Linien bahnsteiggleich erfolgen.
Es wird eine Durchschnittsgeschwindigkeit von 40 km/h erreicht, es können maximal 70 000 Fahrgäste pro Stunde und Richtung befördert werden.

## Tarife und Ticketing

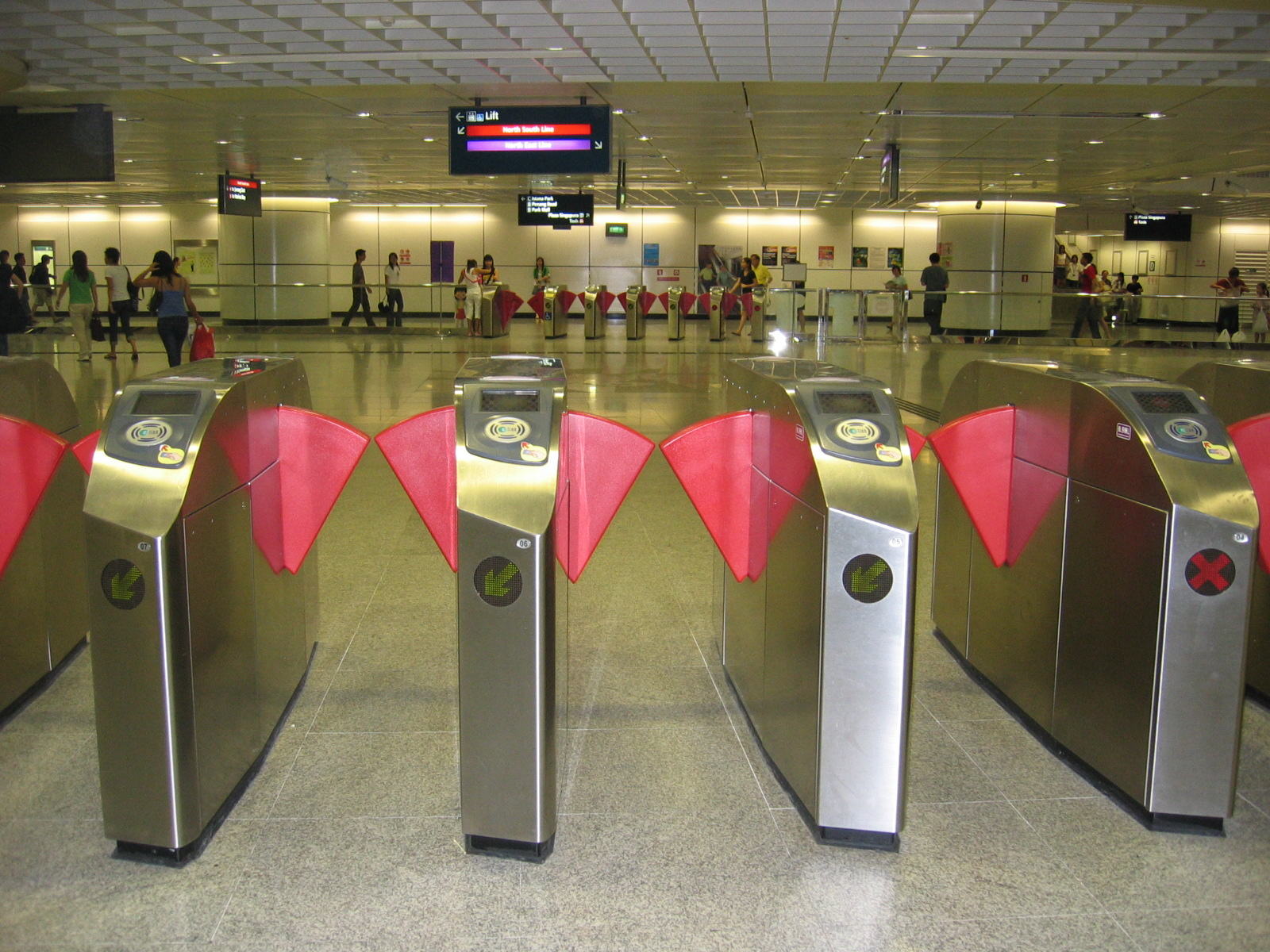
Zugangssperren an der Station Dhoby Ghaut

Mit der EZ-link-Karte und NETS FlashPay, dies sind auch CEPAS-konforme Karten, die als Fahrkarte dient, kann das Bahn- und Bussystem Singapurs bargeldlos benutzt werden. Der EZ-Link wurde am 13. April 2002 als Ersatz für die alte TransitLink-Karte eingeführt, während der Wettbewerber am 7. Oktober 2009 nach dem Übergang zwischen dem 9. Januar 2009 und dem 7. Oktober 2009 auf den Markt kam. Eine Karte kann an jedem TransitLink Ticket Office oder Passenger Service Centre zur sofortigen Verwendung gekauft werden. Die Karte kann bargeldlos an Ticketautomaten und Geldautomaten oder an mehreren Stationen oder in Convenience-Stores mit Bargeld aufgeladen werden. Zusätzliches Guthaben eines vorbestimmten Werts kann auch automatisch auf der Karte gutgeschrieben werden, wenn der Kartenwert über einen von Interbank GIRO oder einer Kreditkarte bereitgestellten automatischen Aufladedienst zur Neige geht. Eine monatliche Reisekarte für Erwachsene für unbegrenzte Reisen mit MRT, LRT und Bussen kann ebenfalls gekauft werden und ist nicht übertragbar.
Die Tarife werden in Schritten berechnet, die auf ungefähren Entfernungen zwischen den Bahnhöfen basieren, im Gegensatz zur Verwendung von Tarifzonen in anderen U-Bahn-Systemen wie der London Underground. Die Tarife für den öffentlichen Verkehr wurden jedoch am 30. Dezember 2016, sechs Jahre nach Einführung der Ferntarife, standardisiert.
Nach der Eröffnung der dritten Etappe der Downtown Line gab Verkehrsminister Khaw Boon Wan bekannt, dass die Tarifregeln für den öffentlichen Verkehr überprüft werden, um aufgrund der zunehmenden Dichte des Schienennetzes Transfers über MRT-Linien an verschiedenen Stationen zu ermöglichen. Damals wurde den Pendlern bei solchen Umsteigevorgängen ein zweites Mal eine Gebühr berechnet. Er fügte hinzu, dass die Public Transport Council die Regeln für entfernungsbasierte Tariftransfers überprüfen werde, um sicherzustellen, dass sie weiterhin „schnelle, nahtlose“ Fahrten mit öffentlichen Verkehrsmitteln ermöglichen. Die Überprüfung der entfernungsabhängigen Tarifregeln für MRT-Linien wurde abgeschlossen, und am 22. März 2018 wurde ein Verzicht auf die zweite Boarding-Gebühr angekündigt, die bei solchen Überweisungen anfällt. Das System wurde am 29. Dezember 2018 umgesetzt.
Ab dem 1. Juni 2024 wird die Unterstützung für Nicht-SimplyGo EZ-Link Karten, Konzessionskarten und NETS FlashPay im öffentlichen Verkehr entfernt und alle diese Karten werden nicht mit den neuen On-Board-Units (OBUs) kompatibel sein. Benutzer müssen ein Upgrade auf SimplyGo-Karten durchführen, dazu gehören GrabPay MasterCard, Youtrip, Revolut, Wise und alle anderen Debit-/Kreditkarten.
MRT-Einzelfahrkarten sind inzwischen Fahrkarten, die bis zu sechsmal benutzt werden können. Sie sind mit einem Pfand von 10 Cent belegt, das bei der dritten Fahrt auf den Fahrpreis angerechnet wird. Bei der sechsten Fahrt wird der Fahrpreis wieder um 10 Cent reduziert. Seit Ende 2018 können auch kontaktlose Kreditkarten oder NFC-fähige Smartphones als Fahrkarten verwendet werden, das wird auch SimplyGo genannt, beginnend mit den Benutzern von MasterCard, VISA und American Express. Die Unterstützung für EZ-Link-Karten wird voraussichtlich in naher Zukunft verfügbar sein. Diese werden anstatt einer Fahrkarte an die Drehkreuze in den MRT-Stationen bzw. Entwerter in den Bussen gehalten.

## Fahrzeuge

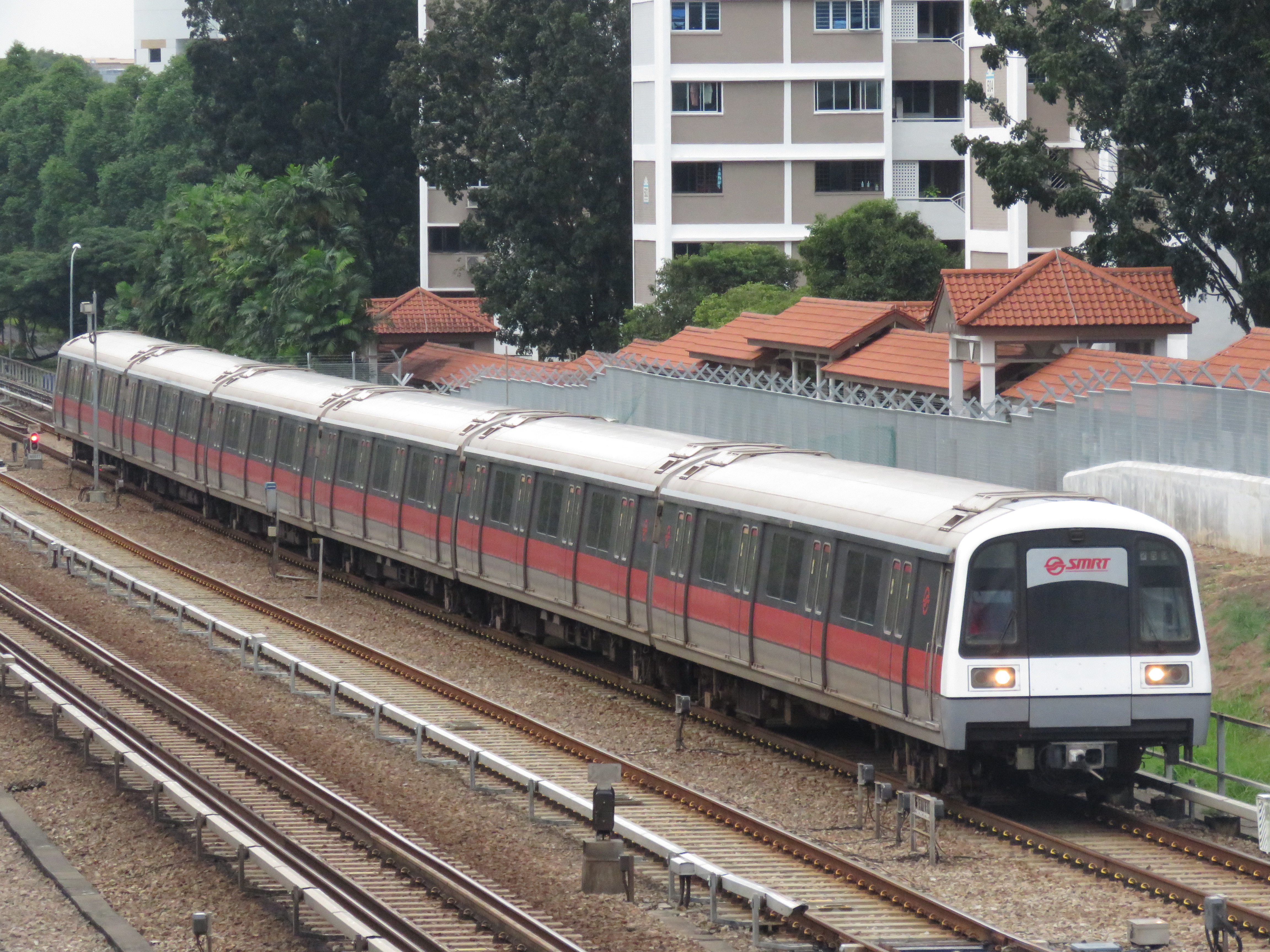
Zug der Baureihe C151 von Kawasaki Heavy Industries

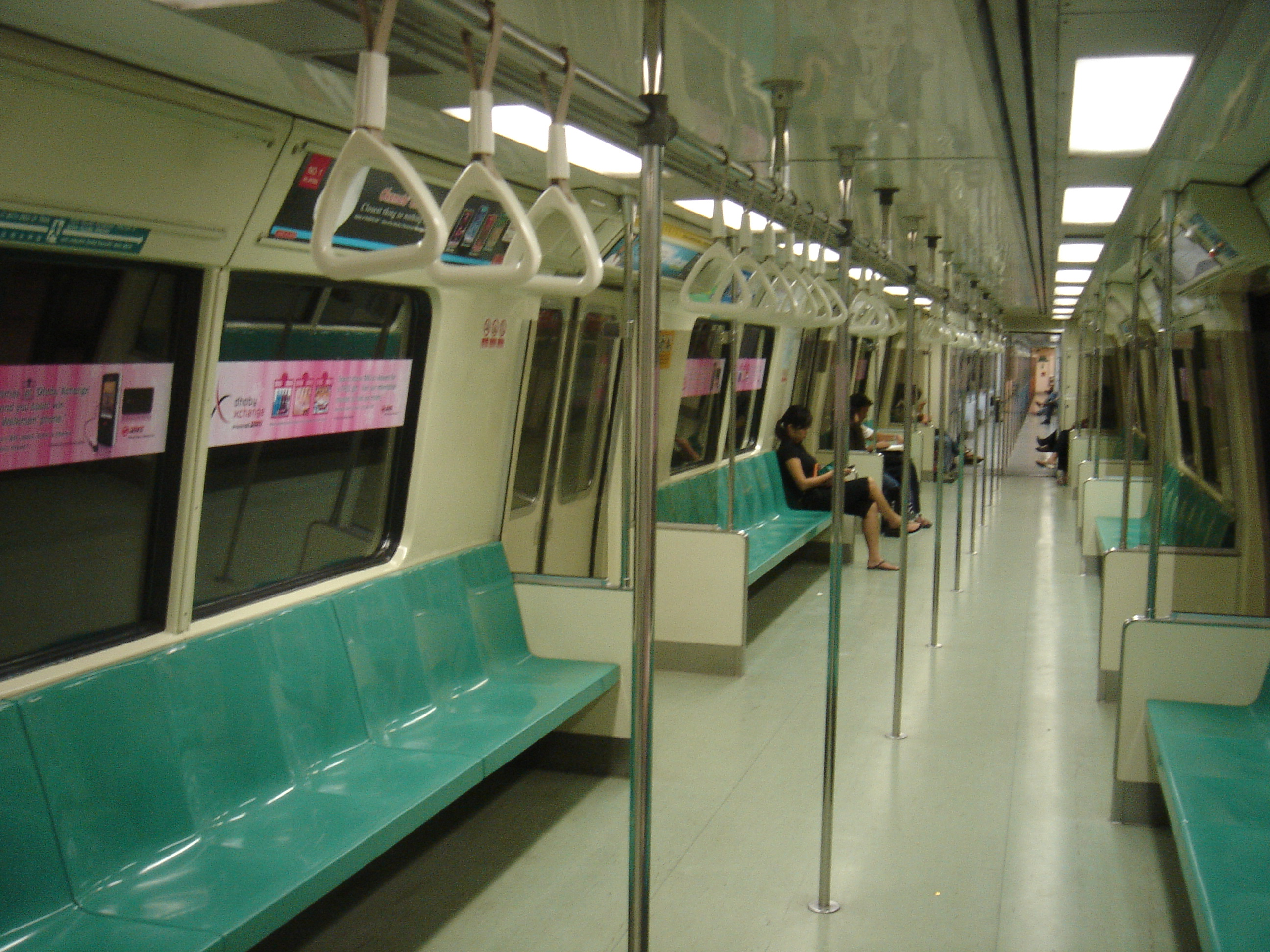
Innenraum eines C151 im Auslieferungszustand

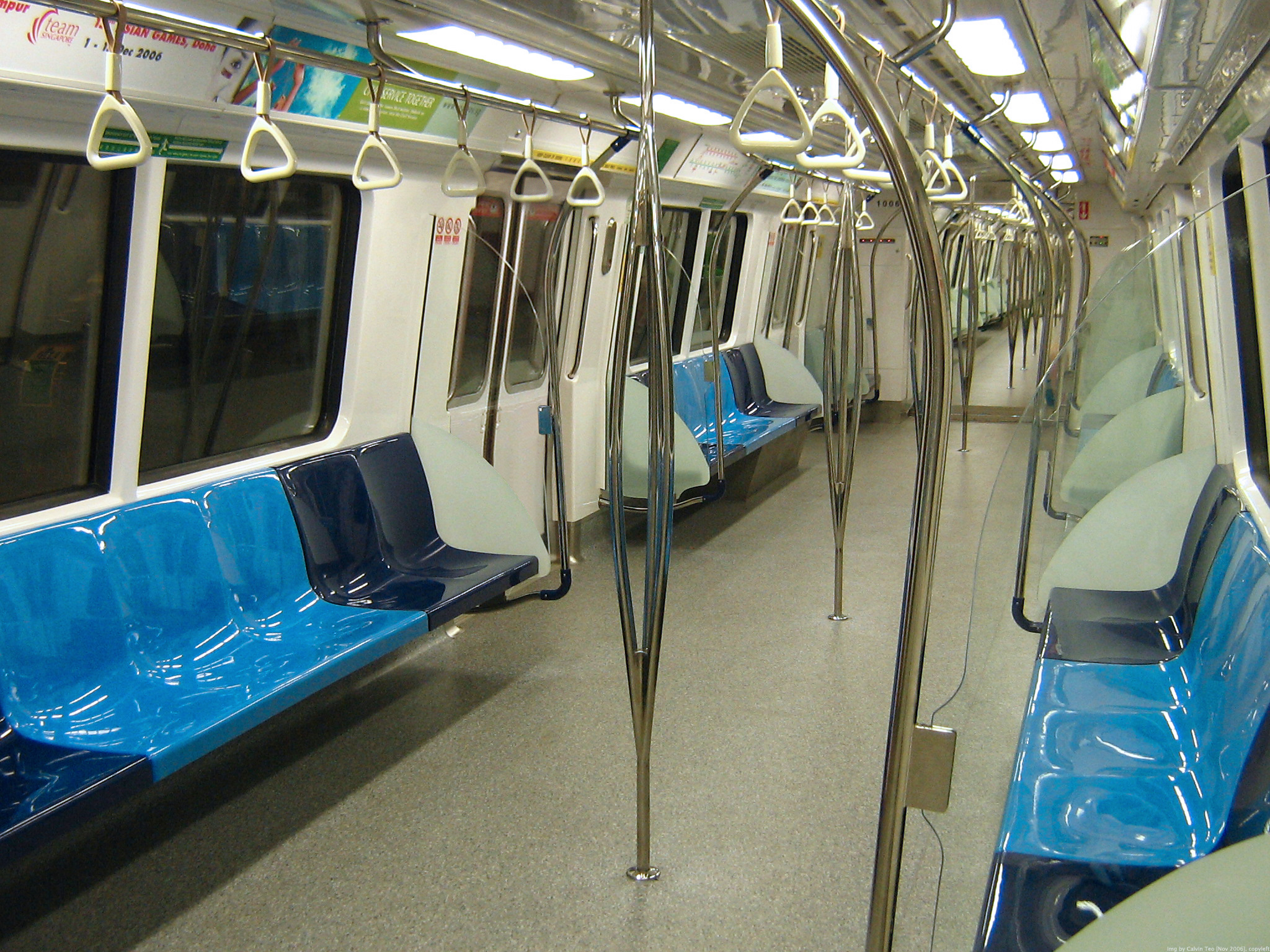
Innenraum eines C151 nach der Modernisierung

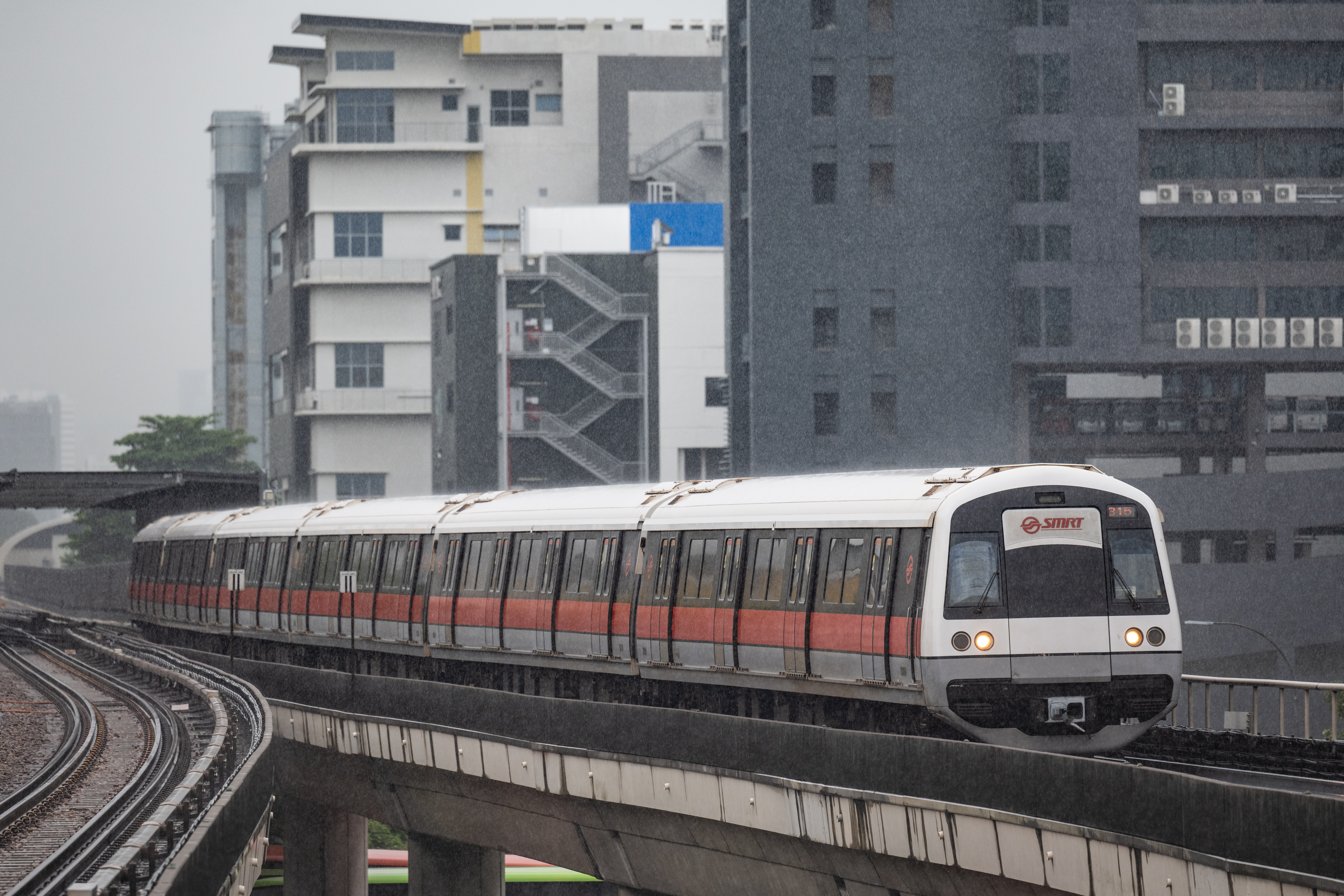
C751B auf der East West Line

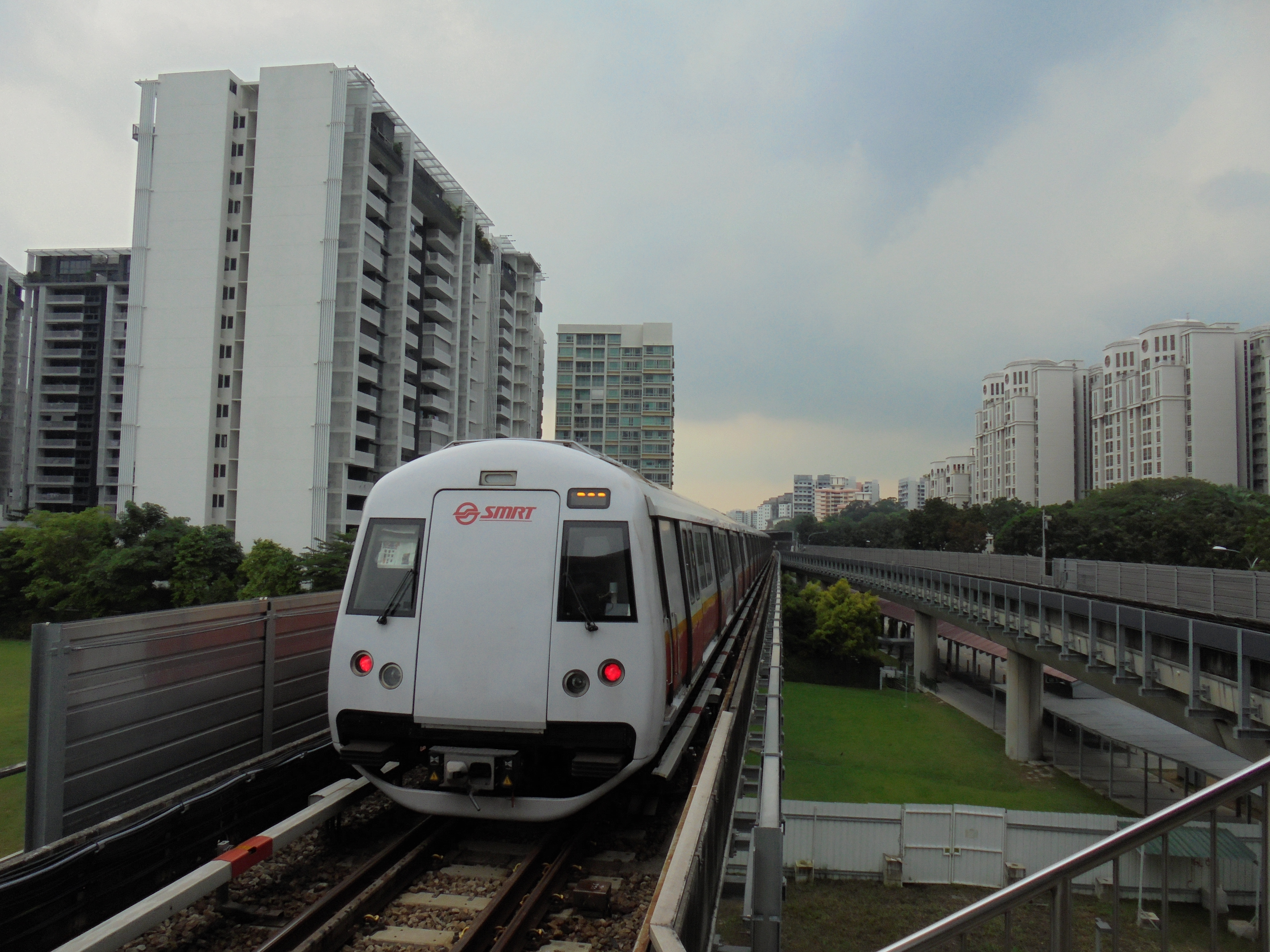
Zug der Baureihe Kawasaki Heavy Industries & CRRC Qingdao Sifang C151B

### Fahrzeugabmessungen
Alle Linien bis auf die zukünftige Jurong Region Line nutzen Drei-, Vier- oder Sechswagenzüge mit den gleichen Abmessungen. Die Endwagen sind 23,65 Meter lang, die Mittelwagen 22,8 Meter lang. Sechswagenzüge sind somit 138,5 Meter lang. Die Dreiwagenzüge der Circle Line und der Downtown Line sind mit 70,1 Metern entsprechend kürzer. Die Vierwagenzüge der Thomson-East Coast Line sind 92,9 Meter lang. Die Breite liegt bei 3,2 Meter, die Höhe bei 3,7 Meter. Vier außen liegende und 1450 Millimeter weite Schiebetüren pro Wagen lassen bei den meisten Linien schnellen Fahrgastwechsel zu. Zwischen den Türen sind Längsbänke mit sieben Sitzen eingebaut. Auf der Thomson-East Coast Line haben die Züge sogar fünf Türen pro Wagen und Seite. Die normalspurigen Züge werden meist über eine Stromschiene mit 750 V Gleichstrom versorgt. Lediglich bei der North East Line wird der Gleichstrom über eine Oberleitung mit 1500 V Spannung aufgenommen.
Auf der Jurong Region Line sollen Fahrzeuge mit geringerer Kapazität eingesetzt werden, um engere Radien zu ermöglichen.

### North-South Line und East-West Line

#### Kawasaki C151
Für die Eröffnung des MRT lieferte ein von Kawasaki Heavy Industries geführtes Konsortium den Typ C151. 66 Sechswagenzüge wurden von 1986 bis 1989 gebaut. Zwischen 2006 und 2008 erfolgte eine grundlegende Modernisierung.
Ab 1983 beschäftigte sich die Provisional Mass Rapid Transit Authority (PMRTA) mit der Beschaffung von geeigneten Fahrzeugen für die neuen U-Bahn-Strecken. Es sollten klimatisierte Vierwagenzüge mit einer erwarteten Lebensdauer von 30 Jahren geliefert werden. 1984 wurde das Auftragsvolumen auf 66 Sechswagenzüge festgesetzt. Ein japanisches Konsortium (Kawasaki, Kinki Sharyo, Nippon Sharyo, Tokyu Car) setzte sich gegen die europäischen Lieferanten Metro-Cammell und ASEA durch. Der erste Zug im Mai 1986 aus Japan zum Hafen geliefert und anschließend mit Straßen-Spezialtransporten ins Bishan Depot überführt. Der Fahrgastbetrieb begann am 7. November 1987.
Die Züge setzten den Standard von 138 Meter langen Sechswagenzügen mit vier Türen pro Wagenseite, der bei den meisten später beschafften Zügen übernommen wurde. Zwischen den Wagen sind Übergänge vorhanden, sodass sich die Fahrgäste über die gesamte Zuglänge verteilen können. Durch Innenraum-Modernisierungen reduzierte sich die Zahl der Sitzplätze zu Gunsten von mehr Stehplatzkapazität. Hatten die Züge bei der Einführung noch neun Längssitze im Raum zwischen den Türen, wurden 2004 nur sieben Sitze eingebaut. Insgesamt sank die Zahl der Sitzplätze von 372 auf 212 pro Zug, während die Stehplatzzahl von ursprünglich rund 1400 gesteigert wurde.
Von 1994 bis 2000 wurden Dämpfer an den Rädern eingebaut, um die Schallemissionen zu senken. Die Höchstgeschwindigkeit der Züge liegt bei 80 km/h. Um 2015 wurden die Rechner für das SelTrac-Signalsystem eingebaut, das dichtere Zugfolgen ermöglicht.
Die Mittelwagen der Züge werden an allen Achsen mit Gleichstrom-Fahrmotoren angetrieben. Die Ansteuerung mit GTO-Thyristoren als Vierquadrantensteller erlaubt regeneratives Bremsen. Ab 2013 wurde die Traktionsausrüstung bei zwei Prototypen durch Toshiba und J-TREC ersetzt. Die Fahrzeuge erhielten mit IGBTs angesteuerte permanenterregte Synchronmaschinen als Fahrmotoren. Mit der neuen Traktionsausrüstung konnte der Energieverbrauch um fast 40 % gesenkt und die Schallemissionen reduziert werden. Insgesamt sechs Züge wurden umgerüstet bis der Ersatz der C151 durch Neufahrzeuge des Typs R151 beschlossen wurde. Die ältesten C151-Züge wurden im April 2020 außer Betrieb genommen.

#### Siemens C651
Die zweite Generation lieferte Siemens mit den C651. In den Jahren 1994 und 1995 baute Siemens im ehemaligen SGP-Werk in Wien 19 Sechswagenzüge. Ähnlich wie bei den C151 sollten die Fahrmotoren durch effizientere permanenterregte Synchronmotoren von Toshiba ersetzt werden. Doch die Fahrzeuge wurden von 2020 bis 2024 ausgemustert und durch die R151 ersetzt.

#### Kawasaki/Nippon Sharyo C751B
Mit den C751B wurden erstmalig im MRT-Netz effiziente IGBT-Stromrichter verbindet. Kawasaki Heavy Industries und Nippon Sharyo lieferten von 1998 bis 2001 21 Sechswagenzüge. Die Fahrzeugbeschaffung wurde durch die allgemein erhöhte Nachfrage und die Verlängerung der East West Line zum Flughafen notwendig. Die Züge wurden ebenfalls durch die R151 ersetzt.

#### Kawasaki/CRRC Qingdao C151A, C151B und C151C
Im Jahr 2009 vergab die LTO einen Auftrag über 22 Sechswagenzüge des Typs C151A, der 2012 um 13 Züge erweitert wurde. Den Zuschlag erhielt Kawasaki Heavy Industries und CRRC Qingdao. Die Endmontage erfolgte bei CRRC, während Kawasaki die Drehgestelle und andere zentrale Komponenten zulieferte. 2016 wurden die Züge mit dem SelTrac-Signalsystem ausgestattet.
Von 2015 bis 2017 lieferte das Konsortium eine zweite Serie. Die 45 Züge des Typs C151B nutzen erstmals LEDs und elektrisch statt pneumatisch angetriebene Türen. Da die Züge nicht mit dem alten Signalsystem mit fixen Blöcken ausgerüstet wurden, nahmen sie erst mit der Inbetriebnahme von SelTrac im April 2017 den Fahrgasteinsatz auf.
2018 wurden noch einmal 12 Sechswagenzüge gebaut. Die Züge der Serie C151C haben 208 fest installierte und erstmalig 72 Klappsitze.

#### R151Movia

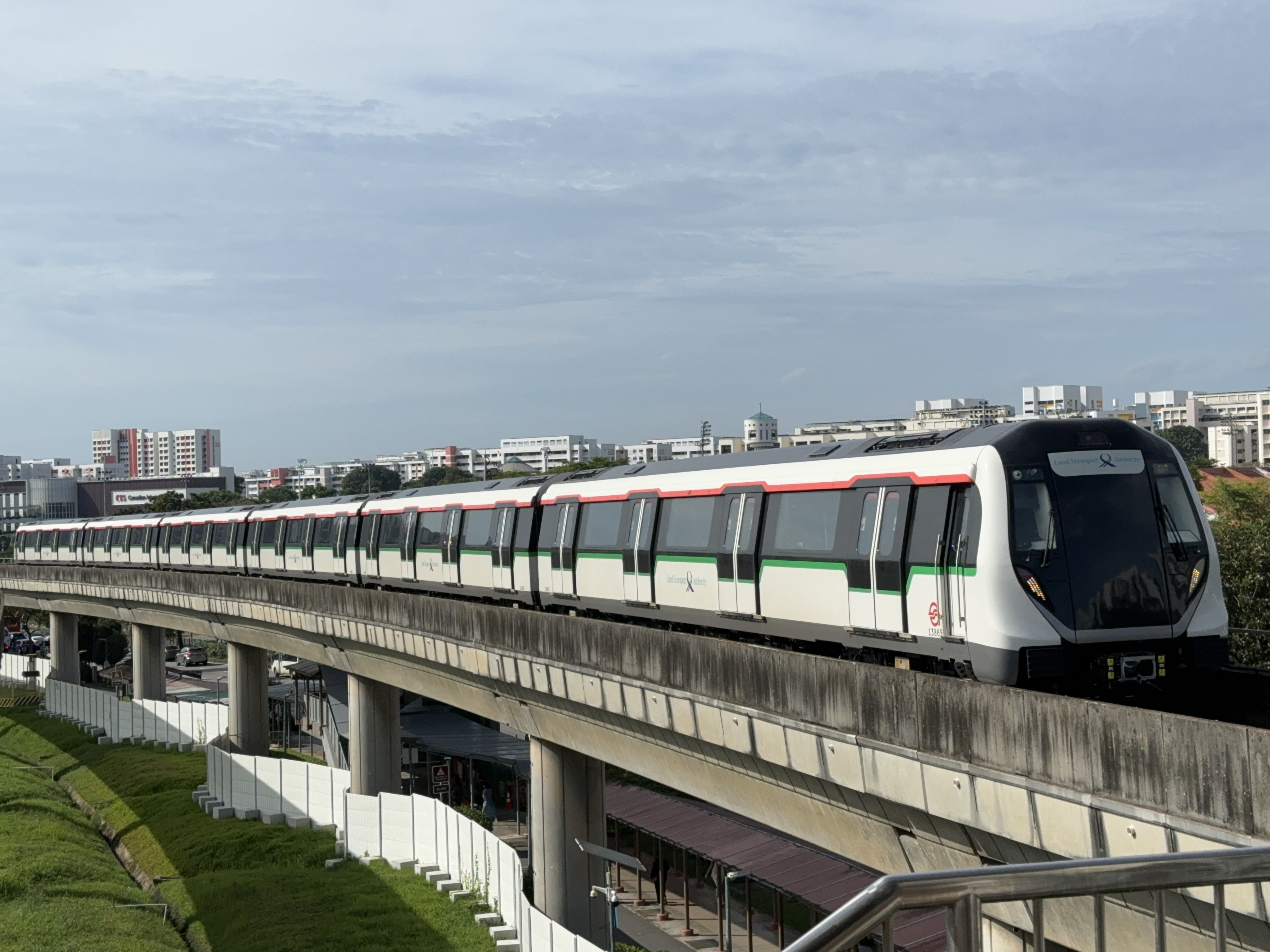
R151 Movia auf der East-West Line

Im Juli 2018 erhielt ein Konsortium von Bombardier und CRRC Changchun den Auftrag, 106 Sechswagenzüge für die North-South und die East-West Line zu liefern, um die C151, C651 und C751B zu ersetzen. Die Züge erhalten Führerstände, sind aber für GoA3 ausgerüstet. Die vier Mittelwagen sind an allen Achsen angetrieben. Die insgesamt 224 Sitze sind in jedem Wagen in drei unterschiedlichen Farben lackiert. Der Fahrgastbetrieb begann im Juni 2023.

### C751A und C751C für die North East Line

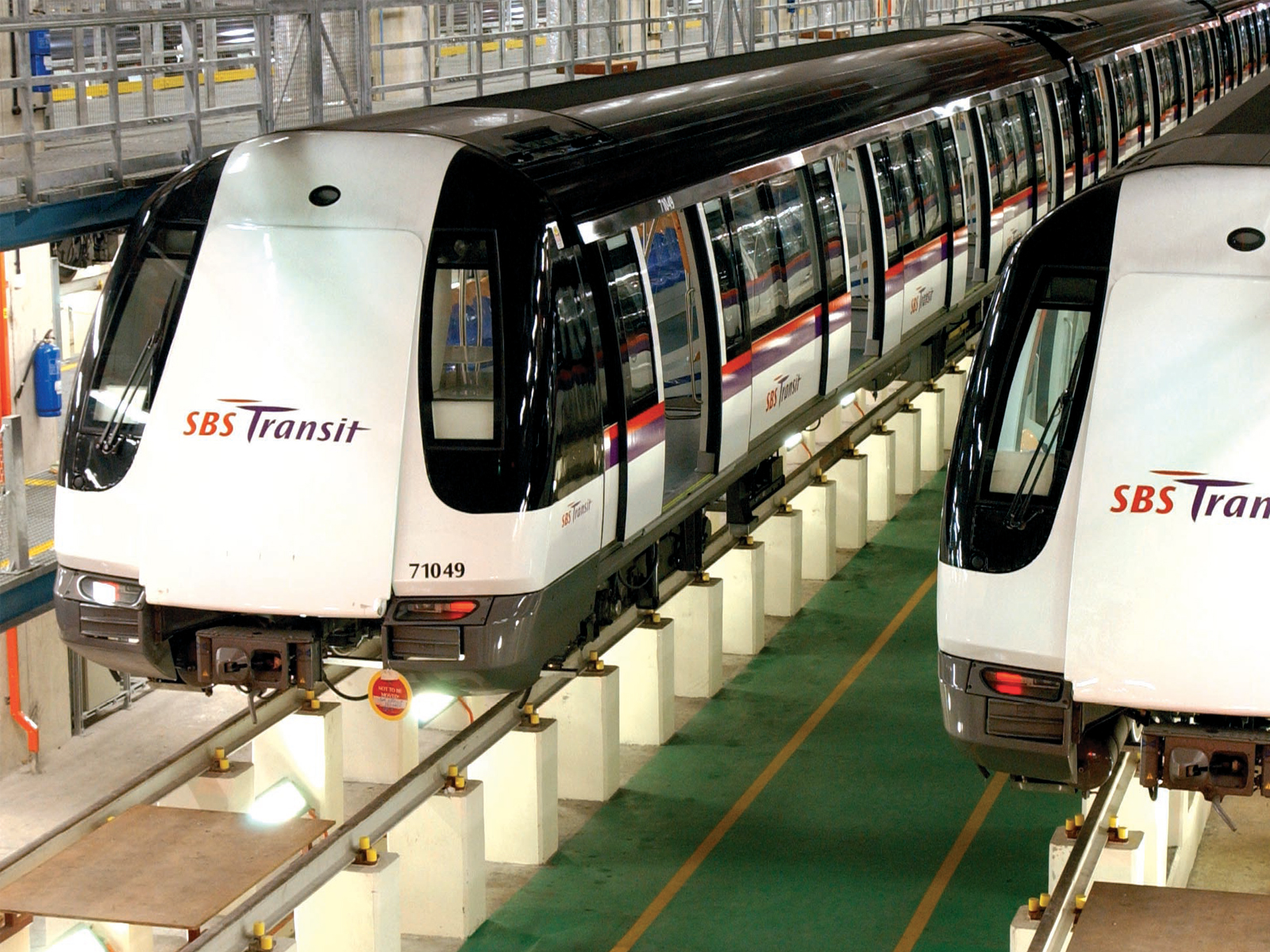
C751A im Sengkang Depot

Die ersten vollautomatischen Züge des Netzes gingen 2003 auf der North East Line in Betrieb. Alstom lieferte in Zusammenarbeit mit Shanghai Electric von 2000 bis 2002 25 Sechswagenzüge des Typs C751A, die auf der Plattform Metropolis basieren. Die Züge wiegen 230 Tonnen und haben 296 Sitzplätze. Die IGBT-Stromrichter stammen vom ONIX-System von Alstom. Sie erzeugen den Drehstrom für die 150 kW leistenden Asynchronmotoren, die alle Achsen der Mittelwagen antreiben. Die Höchstgeschwindigkeit beträgt 90 km/h.
2018 erhielt CRRC Nanjing Puzhen den Auftrag, die C751A für die zweite Hälfte ihres Lebenszyklus zu modernisieren. Dabei wurde der Innenraum erneuert, insbesondere Sitze und Fußboden, und die Klimaanlagen verbessert. Der erste modernisierte Zug ging im Februar 2022 in Betrieb.
Im Jahr 2012 wurden erneut Metropolis-Züge bestellt. 18 Sechswagenzüge des verbesserten Typs C751C wurden von 2014 bis 2016 gebaut. Sie haben in der Fluchttür ein Fenster für eine verbesserte Fahrgastsicht, was durch eine Neugestaltung der Rampe möglich wurde. Technisch wie optisch ähneln sie den gleichzeitig entwickelten Zügen der Typen C830 und C830C auf der Circle Line.
Die Fahrzeuge der North East Line werden im Unterschied zu allen anderen Linien über eine Oberleitung mit 1500 Volt Gleichstrom versorgt.

### C830 und C830C für die Circle Line

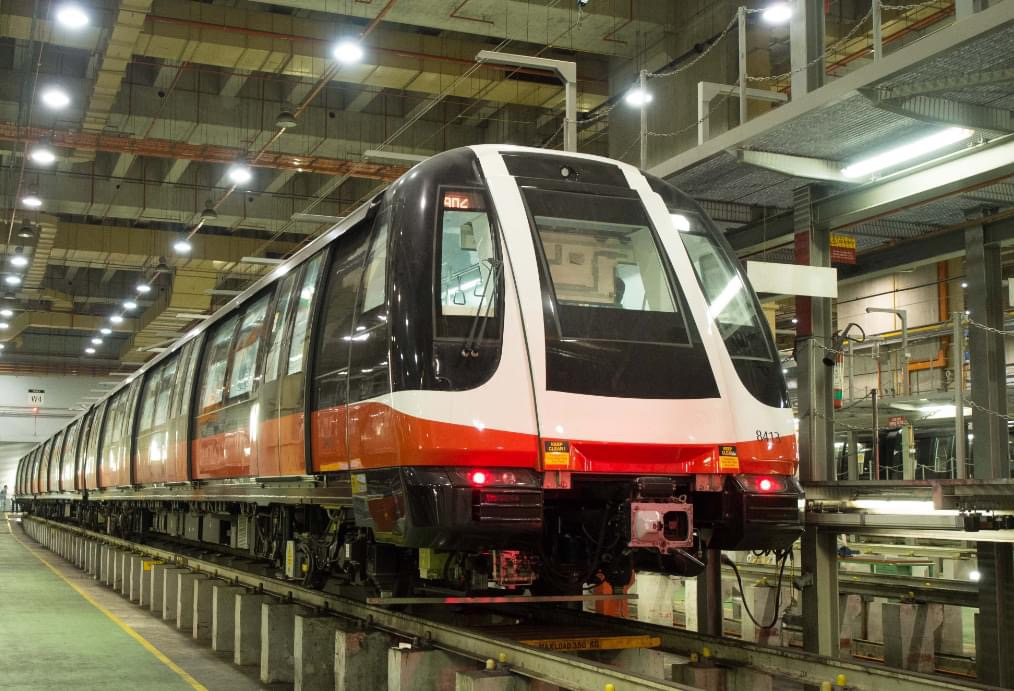
C830C im Kim Chuan Depot

Die Circle Line ist für Dreiwagenzüge ausgelegt. Im Dezember 2000 erhielt Alstom den Auftrag, 40 Dreiwagenzüge des Typs Alstom Metropolis C830 zu liefern. Die vollautomatischen Züge haben an den Enden Fluchttüren, die erstmals ein Fenster erhielten. Am 28. Mai 2009 gingen die Züge in Betrieb. Ihre Leermasse beträgt 120 Tonnen, es können rund 930 Fahrgäste befördert werden. Die insgesamt 146 Sitzplätze haben zur besseren Orientierung im Zug in jedem Wagen eine andere Farbe. Die Endwagen werden durch acht Asynchronmotoren mit einer Gesamtleistung von 1200 kW angetrieben. Die Höchstgeschwindigkeit im Betrieb liegt bei 78 km/h.
Seit dem 26. Juni 2015 sind auch die 24 Dreiwagenzüge des Typs C830C in Betrieb. Diese Züge weichen vom inneren Design leicht ab. Die Züge der Circle Line werden durch eine seitlich am Gleis angebrachte Stromschiene mit 750 Volt Gleichstrom versorgt.

### C951Moviafür die Downtown Line
Für die Downtown Line bestellte die LTA 92 vollautomatische Dreiwagenzüge bei Bombardier und CRRC Changchun. Der Erstauftrag über 73 Züge wurde im November 2008 unterzeichnet. 19 baugleiche Züge des Typs C951A wurden 2013 nachbestellt. Die Züge gehören zur Plattform Movia und wurden von 2013 bis 2017 ausgeliefert. Die beiden Endwagen sind angetrieben, der Mittelwagen ist antriebslos. Jeder Wagen hat erneut vier 1,45 Meter breite Schiebetüren pro Seite. Die Wagenkästen aus Aluminium sollen zu 90 % recyclebar sein. Die Fahrzeuge haben 130 Sitzplätze und eine Leermasse von 115 Tonnen. Sensoren an den Zügen ermitteln das Gewicht, sodass die Auslastung der Züge an den Fahrgastinformationsdisplays an den Bahnsteigen angezeigt werden kann.

### T251 für die Thomson-East Coast Line

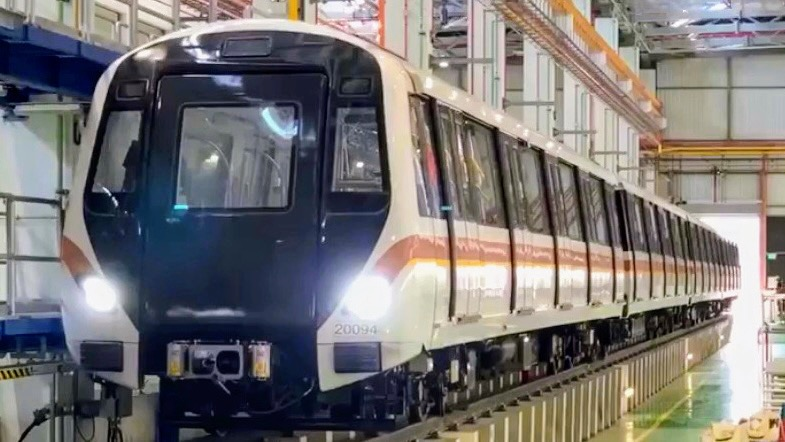
T251 im Mandai Depot

Für die Thomson-East Coast Line wurden 91 Vierwagenzüge des Typs T251 beschafft. Die vollautomatischen Züge werden von Kawasaki Heavy Industries und CRRC Qingdao Sifang hergestellt. Ihre Wagenkasten bestehen aus Aluminium und haben fünf statt der gewöhnlichen vier 1,45 Meter breiten Schiebetüren pro Wagen und Seite. Durch die verkürzten Türabstände passen nur fünf Längssitze zwischen die Türen. Drei Wagen sind an allen Achsen angetrieben und beschleunigen die 153 Tonnen schweren Züge auf 90 km/h. Die angetriebenen Wagen wiegen rund 40 Tonnen, der antriebslose Mittelwagen 33 Tonnen.

### C851EMetropolis

C851E-Sechswagenzüge

Zur Verstärkung der Circle Line und der North East Line beauftragte die Land Transport Authority im April 2018 Alstom mit der Lieferung von vollautomatischen Zügen des Typs C851E. Sechs Sechswagenzüge und 23 Dreiwagenzüge wurden in Barcelona gefertigt und nach Singapur verschifft. Zwei Drittel der Achsen sind angetrieben, bei den Dreiwagenzügen die Endwagen und bei den Sechswagenzügen die Mittelwagen. Zwei der Züge für die Circle Line erhielten Automatic Track Inspection (ATI). Mit diesem System wird der Gleiszustand überwacht, um eventuelle Schäden frühzeitig zu erkennen.

### CR151 für die zukünftige Cross Island Line
2022 erhielt CRRC Qingdao den Auftrag, 44 Sechswagenzüge für die Cross Island Line zu liefern. Sie erhalten fünf Türen pro Wagen und Seite. Die Züge können um zwei Wagen verlängert werden. Die Stromversorgung erfolgt über eine Oberleitung mit 1500 V Gleichspannung. Sie werden mit Siemens Trainguard ausgerüstet.

### J151 für die zukünftige Jurong Region Line

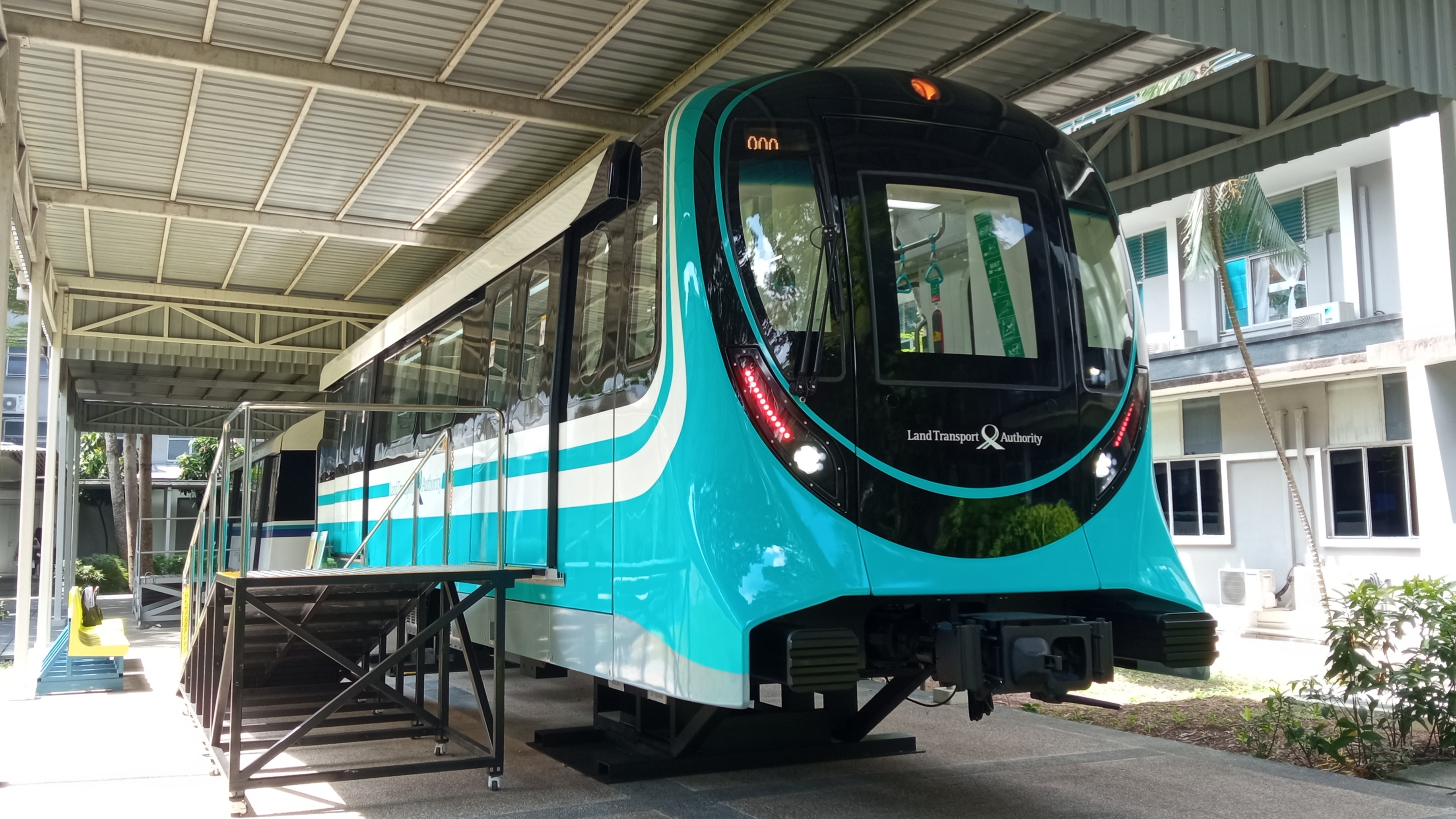
Mockup eines J151

Die 2027 zu eröffnende Jurong Region Line erhält 62 Dreiwagenzüge von Hyundai Rotem. Aufgrund engerer Radien weichen die Züge von den Normen der anderen Linien ab. Sie sind 56,8 Meter lang und 2,75 Meter breit. Es gibt drei Türen pro Wagen und Seite mit einer lichten Weite von 1500 Millimetern. Die Höchstgeschwindigkeit liegt bei 70 km/h, die Stromversorgung mit 750 V Gleichspannung erfolgt über eine Stromschiene.

### Instandhaltungsfahrzeuge
Zusätzlich zu den elektrischen Mehrfacheinheiten verfügen MRT-Züge auch über das für Wartungszwecke verwendete technische Rollmaterial. Dazu gehören Plasser- und Theurer-Stopfmaschinen, Multifunktionsfahrzeuge für die Schieneninspektion, Speno-Schienenschleifer, Kräne, Tunnelreinigungswagen, Viadukt-Inspektionswagen, CKG-Diesellokomotiven für Rangierzwecke, Deli-Diesellokomotiven und Schöma-Elektrolokomotiven für den Transport solcher Fahrzeuge.

## Signalisierung

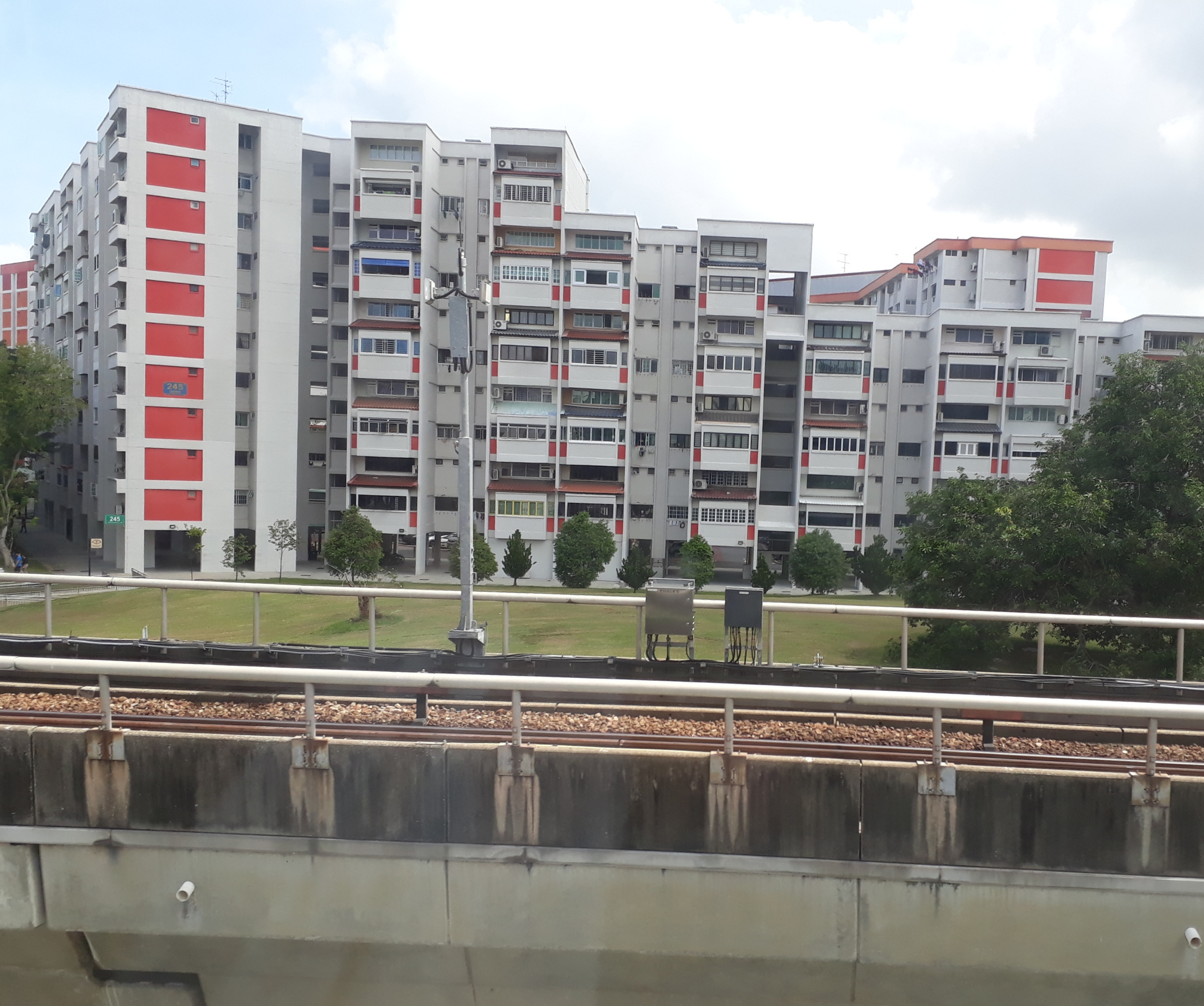
Thales SelTrac CBTC

Die North South und die East West Line verkehrten bei ihrer Eröffnung 1987 im halbautomatischen Betrieb (GoA2). Dabei steuern die Fahrer die Türen, während ein Fahrzeugcomputer die Züge zur nächsten Haltestelle fährt. Im Störungsfall werden die Züge von den Fahrern gesteuert. Es wurde das FS2000-System von Westinghouse Signals genutzt. Bei einer Zugfolgezeit von 120 Sekunden konnten 30 Züge pro Stunde verkehren.
Zur Steigerung von Kapazität und Zuverlässigkeit wurde die North South Line 2017 und die East West Line 2018 auf ein System mit wandernden Blöcken (Moving Block) umgebaut. Thales lieferte dazu das SelTrac-Convergence-Signalisierungssystem.
Seit dem 27. Mai 2018 verwenden beide Linien das CBTC im Regelbetrieb und ab dem 2. Januar 2019 stellte das alte Signalisierungssystem den Betrieb ein. Im Vergleich zum ursprünglichen Festblocksystem kann CBTC die Zugintervalle von 120 Sekunden auf 100 Sekunden verkürzen, was eine Kapazitätssteigerung von 20 % ermöglicht. Zudem können im Störungsfall beide Gleise in beide Richtungen genutzt werden. Ist ein Gleis nicht benutzbar, können die Züge auf das andere Gleis umgeleitet werden. Das CBTC-System ermöglicht auch einen verbesserten Betriebsablauf bei nassem Wetter im Vergleich zum ursprünglichen ATC mit festem Block, da die Bremskurven der Witterung angepasst werden und die Züge früher bremsen. Zuvor mussten die Züge manuell gefahren werden (Coded Manual), da die Züge im halbautomatischen Betrieb über die Bahnsteigtüren hinausrutschten.
Eine Schlüsselkomponente des Signalsystems der MRT ist die automatische Zugsteuerung sowie der automatische Zugbetrieb und der automatische Zugschutz. Das ATC verfügt über streckenseitige und zugbasierte Komponenten, die zusammenarbeiten, um eine sichere Zugtrennung zu gewährleisten, indem Zugerkennung, Lokalisierung und Schutz am Ende der Behörde verwendet werden. Es bietet auch sicheren Betrieb und Bewegung des Zuges durch Zuggeschwindigkeitsbestimmung, Überwachung, Übergeschwindigkeitsschutz und Notbremsung. Die Sicherheit beim Aus- und Aussteigen von Passagieren wird auch durch die Verwendung eines Stationsverriegelungssystems gewährleistet. Das ATO fährt den Zug im automatischen Modus und stellt die Anforderungen an die Traktions- und Bremssteuerung an das Fahrzeugfahrzeugsystem, passt seine Geschwindigkeit bei Annäherung an den Bahnhof an und steuert das Öffnen und Schließen von Zug- und Bahnsteigtüren, sobald der Zug angehalten hat Bei der Haltestelle. Die ATP sorgt für eine sichere Zugtrennung, indem sie den Status des ATP-Gleisstromkreises verwendet und den Standort ermittelt, die Geschwindigkeit des Zuges überwacht, um einen sicheren Bremsweg aufrechtzuerhalten, und bei Überdrehzahl eine Notbremsung einleitet. Die MRT verwendet auch ein automatisches Zugüberwachungssystem, um den Gesamtbetrieb des Zugdienstes gemäß einem vorgeschriebenen Fahrplan oder Zugintervall zu überwachen.
Alle neuen MRT-Linien, die seit 2003 gebaut wurden, sind seit Betriebsbeginn mit CBTC ausgestattet und können ohne Personal an Bord fahrerlos und vollautomatisch verkehren. Der Betrieb wird über die Betriebszentrale fernüberwacht. Die Züge sind mit Gegensprechanlagen ausgestattet, damit die Fahrgäste in Notfällen mit dem Personal kommunizieren können.

## Depots

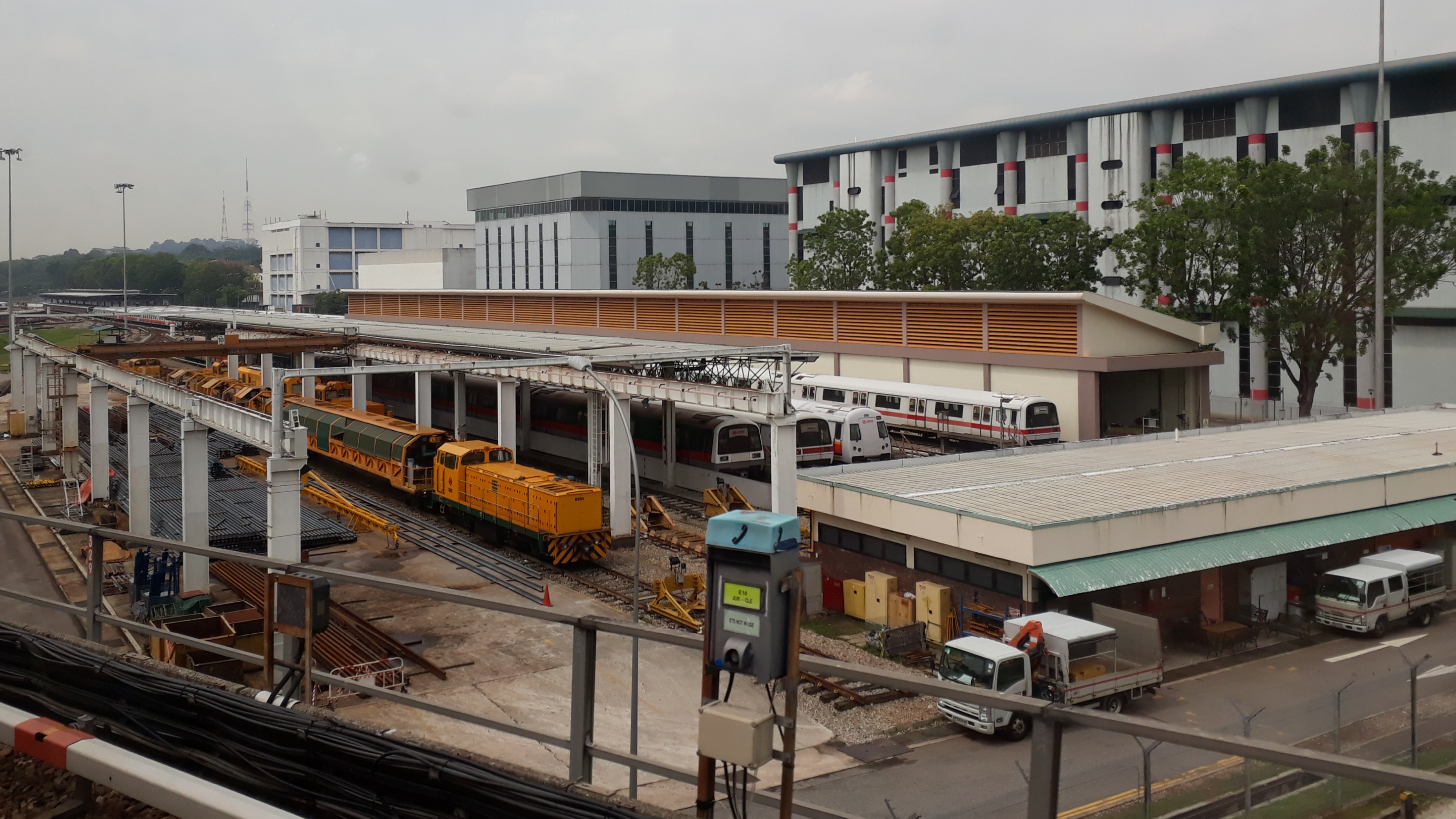
Ulu Pandan Depot

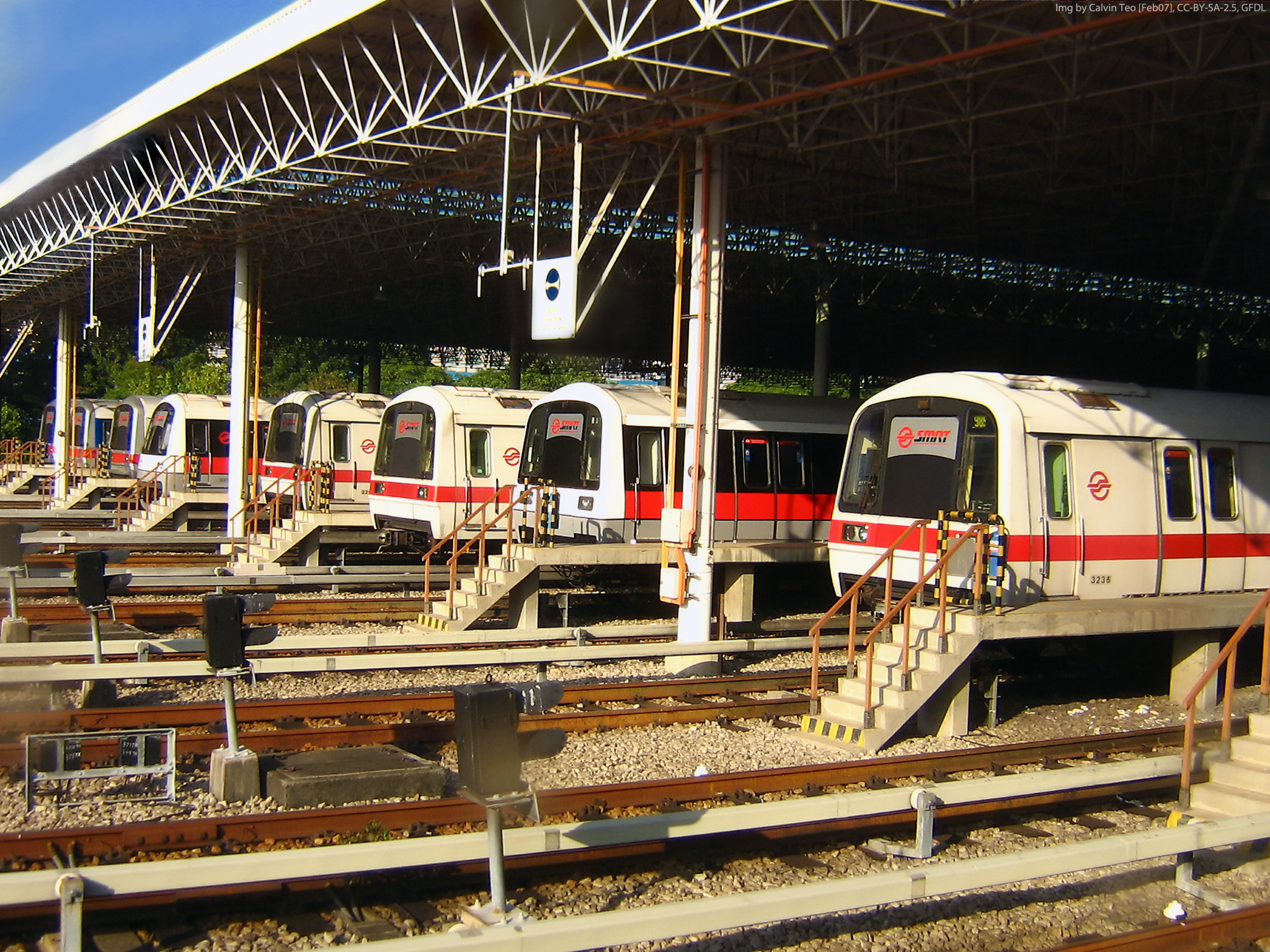
Züge im Bishan Depot

Die SMRT Corporation verfügt über fünf Depots: Das Bishan Depot (30 ha) ist das zentrale Wartungsdepot für die Nord-Süd-Linie mit Zugüberholungsanlagen, während das Changi Depot (25 ha) und das Ulu Pandan Depot (13 ha) Züge über Nacht inspizieren und unterbringen. Das neuere Tuas Depot, das 2017 eröffnet wurde, bietet der Ost-West-Linie eine eigene Wartungseinrichtung, während das Mandai Depot Züge für die Thomson-East Coast Line bedient. Das unterirdische Kim Chuan Depot beherbergt Züge für die Circle und Downtown Line, die jetzt gemeinsam von den beiden MRT-Betreibern verwaltet werden.
SBS Transit verfügt über drei Depots: Das Sengkang Depot beherbergt Züge für die Nord-Ost-Linie, die Sengkang LRT und die Punggol LRT. Kim Chuan Depot wird derzeit gemeinsam mit SMRT für die Downtown Line betrieben. Die Hauptoperationen wurden 2015 in das Hauptdepot von Gali Batu verlagert, obwohl das Kim Chuan Depot weiterhin mit geringer Kapazität betrieben wird.
Im August 2014 wurden Pläne für ein neues integriertes Depot an der Ostküste bekannt gegeben. Es wird in Tanah Merah neben dem ursprünglichen Changi Depot gebaut und beherbergt die Linien East West, Downtown und Thomson-East Coast.
Das Tengah Depot der Jurong Region Line befindet sich am westlichen Rand von Tengah, und eine zusätzliche Einrichtung am Peng Kang Hill wird den Betrieb der JRL beherbergen. Tengah Depot wird auch die Betriebszentrale und das Busdepot haben, um die Landnutzung zu optimieren.
Das Changi East Depot wird auch die zukünftige Cross Island Line beherbergen und sich am Changi East und in der Nähe des Flughafenterminals 5 von Changi befinden.
Ab 2023[veraltet] soll in Tuas ein Integrated Train Testing Centre mit mehreren Teststrecken für verschiedene Situationen und Werkstätten für Wartung und Sanierung gebaut werden. Die Hauptfunktion besteht darin, Züge und integrierte Systeme robust zu testen, bevor sie auf Betriebsstrecken eingesetzt werden.